# Sasja

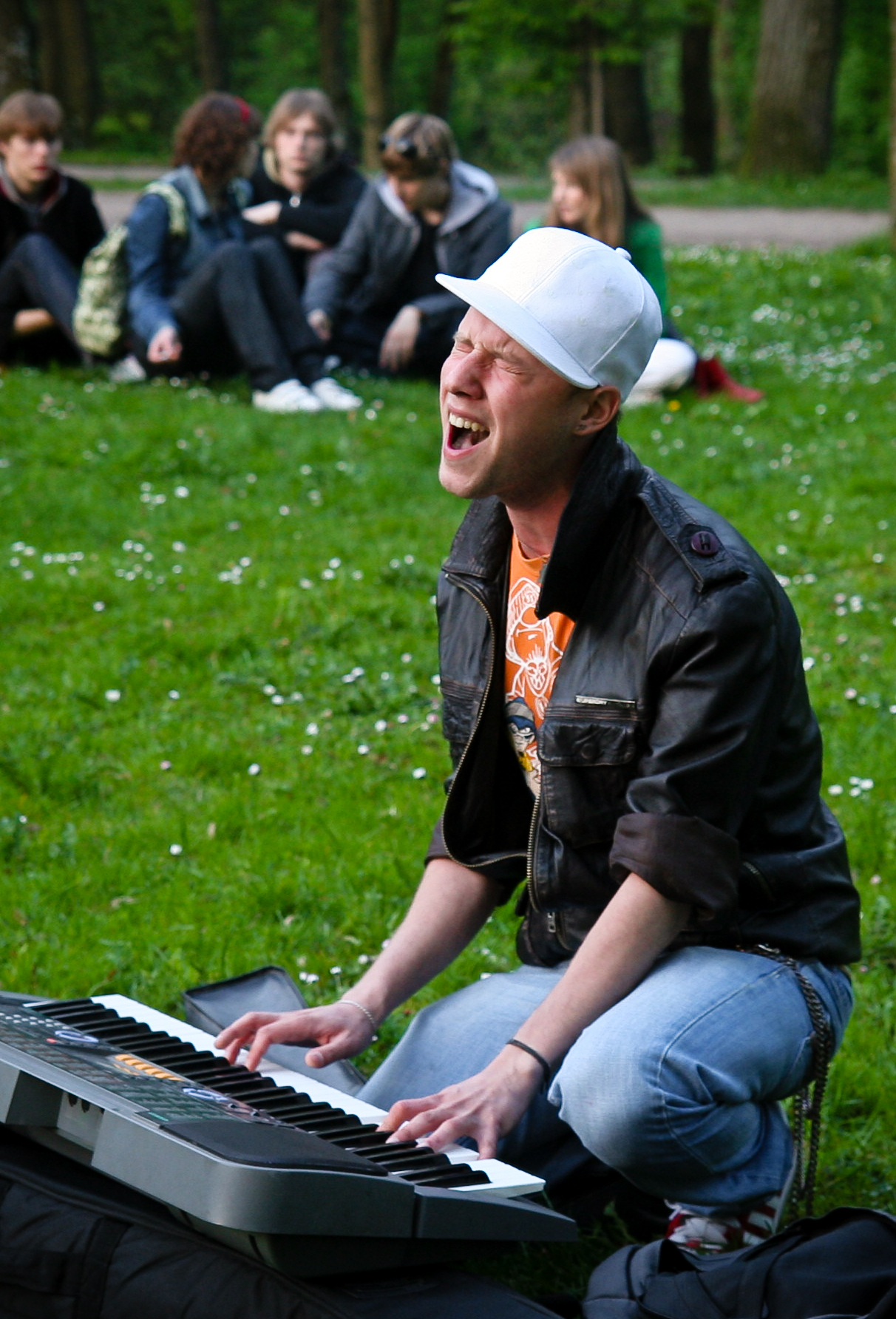
Sasha Son, 2008.

Sasja, (även Sasha (engelska), Sasza (polska), Sacha (franska), Sascha (tyska) eller Saša (tjeckiska)) är ett slaviskt namn, bildat som diminutiv av det manliga Александр (Aleksandr – sv. Alexander) och det kvinnliga Александра (Aleksandra – sv. Alexandra). I Ryssland och Östeuropa används namnet främst som smeknamn för Aleksandr och Aleksandra, medan det i andra länder är vanligt som ett eget förnamn.

## Personer med namnet
- Sasha Alexander, amerikansk skådespelare
- Sascha Anderson, tysk författare och Stastiinformatör
- Sascha Bolin, svensk konstnär
- Sacha Baron Cohen, brittisk komiker
- Sasha Becker, svensk skådespelare
- Sasha Clements, kanadensisk skådespelare
- Sasha Cohen, amerikansk konståkare
- Sacha Distel, fransk sångare
- Sasja Filipenko, belarusisk författare
- Sascha Gerstner, tysk rockgitarrist
- Sasha Grey, amerikansk porrskådespelare
- Sacha Guitry, fransk författare
- Sasha Jackson, brittisk skådespelare
- Sacha Jean-Baptiste, svensk dansare och koreograf
- Sasja Kaun, rysk basketspelare
- Sacha Kleber Nyiligira, norsk skådespelare
- Sascha Klein, tysk simhoppare
- Sacha Kljestan, amerikansk fotbollsspelare
- Sasha Knox, amerikansk porrskådespelare
- Sascha Kolowrat-Krakowsky, österrikisk filmproducent
- Sascha Konietzko, tysk musiker
- Sascha Maassen, tysk racerförare
- Sasha Mesić, svensk komiker
- Sasha Mäkilä, finländsk musiker
- Sascha Nukaka Motzfeldt, grönländsk sångare och skådespelare
- Sasha Pieterse, amerikansk skådespelare
- Sacha Pitoëff, schweizisk skådespelare
- Sasja Pivovarova, rysk supermodell
- Sascha Reinelt, tysk landhockeyspelare
- Sascha Scheierman, rysk-svensk konstnär
- Sasha Son, litauisk sångartist
- Sascha Stjagoff, finsk-rysk skådespelare
- Sasha Stone, rysk fotograf
- Sacha Treille, fransk hockeyspelare
- Sacha Vierny, fransk filmfotograf
- Sascha Weidner, tysk fotograf och konstnär
- Sascha Zacharias, svensk skådespelare